# SalamAir
SalamAir – omańska tania linia lotnicza, z siedzibą w Maskacie, który jest również głównym węzłem.
Realizuje bezpośrednie połączenia do 42 portów lotniczych w Afryce, Azji i Europie.

## Flota
Według stanu na lipiec 2025 flota SalamAir składała się z 14 samolotów o średnim wieku 7,5 lat:
| Samolot         | Samolot | Samolot   | Liczba miejsc      | Liczba miejsc      | Liczba miejsc      | Uwagi            |
| Model           | Aktywne | Zamówione | B                  | E                  | Łącznie            | Uwagi            |
| --------------- | ------- | --------- | ------------------ | ------------------ | ------------------ | ---------------- |
| Airbus A320neo  | 6       | –         | –                  | 180                | 189                |                  |
| Airbus A321-200 | 1       | –         | konfiguracja cargo | konfiguracja cargo | konfiguracja cargo |                  |
| Airbus A321neo  | 7       | 2         | 4                  | 208                | 212                |                  |
| Embraer E195-E2 | –       | 6         | –                  | 135                | 135                | Zamówione w 2022 |
| Łącznie         | 14      | 8         |                    |                    |                    |                  |